# Philip Verdon
Philip Verdon (* 22. Februar 1886 in London; † 18. Juni 1960 in Nairobi, Kronkolonie Kenia) war ein britischer Ruderer.

## Karriere
Verdon wurde 1886 als Sohn eines Arztes im London Borough of Lambeth geboren. Er besuchte zunächst die Westminster School und anschließend das Jesus College.
1908 nahm er bei den Olympischen Spielen in London im Zweier ohne Steuermann an der Seite von George Fairbairn teil und gewann die Silbermedaille. 1912 erhielt er seine Zulassung als Arzt und arbeitete anschließend als Augenarzt am St Thomas’ Hospital, wo er seine Ausbildung absolvierte.
Während des Ersten Weltkriegs diente er im Royal Army Medical Corps. 1917 wechselte er zum Indian Medical Service, dem militärmedizinischen Dienst des Kolonialreichs Britisch-Indien, und wurde ins heutige Ägypten entsandt. Später erfolgte seine Versetzung zum Indian Southern Command.
Neben dem Rudersport spielte er auch Golf und vertrat das St Thomas’ Hospital bei Turnieren zwischen Kliniken.